# Anastassia Smirnova
Pour les articles homonymes, voir Smirnov (nom de famille).
Anastassia Andreïevna Smirnova (en russe : Анастасия Андреевна Смирнова), née le 31 août 2002 à Tchoussovoï, est une skieuse acrobatique russe spécialiste des bosses. Elle est médaillée de bronze dans cette discipline aux Jeux olympiques d'hiver de 2022.

## Palmarès

### Jeux olympiques
- : Médaille de bronze en bosses aux JO 2022 à  Pékin